# Moira Millán
Moira Millán   (El Maitén, 20 d'agost de 1970) és una weychafe (guerrera) maputxe, escriptora i activista de l'Argentina.
És una militant coneguda per participar en l'articulació de diversos moviments socials per a la recuperació de la cultura i les condicions de vida autònoma de la cultura maputxe, com el moviment de recuperació de les terres ancestrals indígenes, a partir del qual defensa el «desenvolupament des de la identitat» com a camí de progrés basat i determinat pel plantejament filosòfic propi del poble i cultura maputxe  Autoidentificada com antipatriarcal, denuncia els efectes permanents de la colonització sobre el cos de les dones, la societat i el territori maputxe, com per exemple el feminicidi de dones indígenes. És per aquest motiu que impulsà als Encuentros de Mujeres de l'Argentina la major visibilització de la problemàtica de les dones indígenes. Ha participat també en la formació del Moviment de Dones Indígenes pel Bon Viure del qual és integrant i referent actualment.

## Biografia
Va néixer en El Maitén, província de Chubut, a l'agost de 1970. Es va criar en una família de cinc germans, pertanyent a les nacions maputxe i tehuelche. En 1971 el seu pare, Luis Millán, treballador ferroviari i víctima de l'aculturació del poble maputxe, es va mudar amb tota la família a Badia Blanca per raons de treball. La família Millán es va instal·lar en una villa miseria (nom argentí pels assentaments informals d'habitatges precaris) habitada principalment per indígenes, majoritàriament maputxe. Moira recorda de la seva infància la discriminació de les condicions de vida i socials dels maputxes racialitzats a Bahía Blanca.
Com moltes dones maputxe, relatà que va començar treballant als dotze anys com a empleada domèstica, sofrint l'assetjament sexual dels seus patrons. Fins que als setze anys esdevení missionera del credo evangèlic al Brasil , on va participar en les Comunitats Eclesials de Base a les faveles on treballaven la gent el Partit dels Treballadors (PT), liderat per Luiz Inácio Lula da Silva. Allà estimulada pel reconeixement i presència dels trets indígenes entre els seus habitants que patien carències bàsiques, inicià una investigació introspectiva de les seves arrels racials i culturals que la portaren a l'abandonament del cristianisme i el retorn a la seva terra d'origen. Com a conseqüència, als 18 anys, en 1988, va decidir recuperar les seves arrels indígenes, tornant a les terres ancestrals del seu pare, en la zona d'Enginyer Jacobacci, província de Riu Negre:
| « | Recuerdo haber llorado casi todos los días, me descubría en mi verdadera identidad. Descubrí que era de una Nación con Memoria, espiritualidad, dignidad y fortaleza. ¡Mapuche ta inche!, ¡soy mapuche!. Allí mi pueblo me parió de nuevo, en medio del desierto, entre cantos milenarios, gritos estruendosos, danzas que masajeaban con cariño la mapu, nació el newen que se despertó para nunca más volver a dormir. La weychafe, la guerrera. | » |

En el context dels moviments contraculturals del discurs hegemònic del V Centenari de1992 va integrar l'Organització Maputxe-Tehuelche 11 d'octubre, que reivindicava amb el seu nom l'existència prèvia de les cultures originàries a l'arribada de Cristòfor Colom a les Antilles. Organització que en 1996 va denunciar la desaparició del treballador rural de l'estada de Benetton, Eduardo Cañulef, una situació que s'ha multiplicat des de llavors. En 1999 Moira i la seva família es va instal·lar en un territori ancestral maputxe de 150 hectàrees, a la vora del Riu Carrenleufú/Palena, fundant la comunitat Pïllan Mahuiza de Chubut. Després d'anys d'enfrontaments i amenaces, la comunitat va aconseguir establir-se. La comunitat s'oposa al projecte de construir una gran resclosa en aquesta zona, que inundaria totalment les seves terres.
És a partir d'aquest moment, el 1999, en base al dret reconegut per la reforma constitucional argentina de 1994, rearraigada amb la seva cultura i territori ancestral, i estimulada per la victòria de la campanya de suport a l'anciana Aurora Huisca que Moira Millán inicia un període d'articulació del moviment per la recuperació de terres fonamentat en els principis de dret territorial, autonomia i autodeterminació del poble maputxe. En la qual sosté que la recuperació de terres ha de ser paral·lel al fortaliment de la identitat cultural.

Per tant, a més d'estar involucrada en l'aprenentatge i ensenyament de la llengua Mapudungun, va ser coguionista i protagonista del documental «Pupil·la de dona, mirada de la terra», que va resultar guanyador per l'Argentina de la tercera edició del concurs DocTV Llatinoamèrica. El documental, estrenat en 2012 en canals de televisió pública de diversos països sud-americans, tracta des d'una perspectiva de gènere el problema de la identitat i la lluita pel territori dels pobles originaris.El 2012 inicià una sèrie de trobades amb dones de diverses comunitats de pobles originaris de l'Argentina, les quals van resultar en la primera Marcha de Mujeres Originarias por el Buen Vivir el 2015. Fins que aquesta iniciativa es consolidà amb la formació de l'organització antipatriarcal i decolonial del Movimiento de Mujeres Indígenas por el Buen Vivir, moviment el qual Moira Millán és coordinadora i referent.
| « | […] nosaltres no som feministes, nosaltres som antipatriarcals i creiem que l'opressió patriarcal és part d'aquesta colonització, és a dir, no es pot abstreure el racisme, el patriarcat, el materialisme, l'antropocentrisme, l'individualisme, el capitalisme; tot això és part d'un mateix paquet colonial que ens traurem de sobre. Per això que envestir-se d'etiquetes i abraçar ideologies que no ens pertanyen és com donar una continuïtat subtil i reformista a una nova colonització. | » |

Amb una intensa militància activista donant suport a les mobilitzacions socials del poble maputxe com la desaparició de Santiago Maldonado el 2017 i la campanya Ni una menos en el Bolsón, aquest mateix any aporta la seva primera publicació acadèmica, Mujer maputxe: explotación colonial sobre el territorio corporal. Publicació en la qual integra les seves aportacions del seu discurs de recuperació cultural de desconolització a la lluita antipatriarcal per assenyalar les problemàtiques i opressions racial, sexual i de classe; a les que s'enfronta la dona maputxe.
Al marge de la participació en nombrosos discursos i entrevistes per la causa maputxe, el 2019 va publicar el seu primer llibre, un relat ficcional emmarcat en la història de les comunitats indígenes patagòniques i l'expansió dels ramals ferroviaris durant les primeres dècades del segle xx .

## Pensament
El pensament polític de Moira Millán està basat en el reconeixement de la discriminació social, racial i sexual; una extensa i intensa experiència en la militància activista, en l’articulació de moviments socials, territorials, ambientals i antipatriarcals; i en la consideració de la memòria oral col·lectiva del poble, i especialment, de les dones en la cosmovisió i filosofia maputxe.
Moira Millán destaca la importància de la recuperació de condicions de vida autònoma del poble maputxe que es van perdre com a conseqüència dels successius processos de colonització del seu territori.  És per aquest motiu, que situa la recuperació de les terres ancestrals a través del dret territorial com a mitjà per l’autonomia dels membres descendents com també per l’autodeterminació de la cultura maputxe. Que com apuntà l’autora als trenta dos anys, li portà a escriure sobre el principi de consens que havia de guiar aquesta lluita social des de la pràctica maputxe del parlament. Idea la qual la va portar a identificar les condicions necessàries per assolir els consensos necessaris a les mobilitzacions de la cultura maputxe en el medi rural en contraposició a la lluita social urbana. En primer lloc, identificà a partir de l’adquisició del característic kimun (saviesa) en harmonia amb l’observació dels cicles de la naturalesa, els cicles estacionals del treball de la terra i dels animals, que condicionaven la participació en les lluites socials vinculades al suport de la recuperació de terres d’altres membres de la comunitat. En segon lloc, que la participació en les mobilitzacions col·lectives augmentava quan es produïa un incident que provocava el trencament de l’armonia entre la vida humana en el marc de la natura. En conseqüència va comprendre que la lògica de les mobilitzacions i del desenvolupament maputxe des del plantejament maputxe havia de passar per la recuperació i adquisició de kimun o coneixement que impliqués la superació de la probresa a través de l’autonomia, la qual cosa hauria de portar a la recuperació de terres per al seu treball diversificat i autosuficient.
No obstant, per l’autora en el seu article Mujer maputxe: explotación colonial sobre el territorio corporal, el problema de l’autosuficiència i autonomia fonamentat en el dret territorial, forma part de la problemàtica més àmplia de la “crisi per colonització” a la que s’enfronta el poble maputxe. Afirma que paral·lelament i de forma complementària a la problemàtica territorial-productiva s’ha curar la recuperació i el manteniment de la cultura maputxe, i en última instància del subjecte històric previ a la colonització. Segons Moira Millán, el reconeixement de la història institucionalitzada s’ha limitat als documents històrics dels cronistes el qual ha reservat els reconeixements per alguns homes interlocutors bèl·lics dels colonitzadors, ometent d’una banda l’organització col·lectiva i horitzontal de les comunitats maputxe així com el rol i protagonisme de la dona. De tal manera que deixant de banda aquest model alternatiu que representaven les dones maputxes, per exemple obviant o menyspreant la història oral, s’ha legitimat el colonialisme patriarcal capitalista ocultant el valor i diginitat que tenien les dones en aquesta cultura precolonial basada en la memòria oral col·lectiva. El qual ha penetrat i aculturat el model organitzatiu maputxe introduïnt el que ella anomena l’estratificació de la seva societat en classes, on les anomenades dones indígenes ocupen una posició sotmesa degut a la pèrdua de coneixements, negació de la identitat, menyspreu i per últim inculcant a través de la visió conquistadora la vergonya i inhibició cultural.  Com a resultat, defensa que aquesta violència i invasió del cos-territori maptuxe, ha desposseït el seu ésser com a dones en la seva cultura, i atorgant-les, dins dels paràmetres d’estratificació de la bellesa des del posicionament colonial, un mer valor per a l’explotació, maltractament i exotisme que les posiciona sota la triple opressió racial, sexual i de classe com a objectes de producció de treball i de consum.
Per a tal efecte, és per ella necessari l’aproximació a la cosmovisió, espiritualitat, filosofia i mode d’entendre la vida d’aquesta cultura, heretades a través de la història oral familiar i la preservació de l’estructura religiosa a través d’autoritats i cerimònies. Les quals són manifestacions vives, del que ella anomena Sistema dels Pu Newen, de l’ordre cósmic horitzontal i equitatiu de la cultura maputxe, que consisteix en un model holístic del món com a cercle de la vida constituit per forces de la natura interralacionades, complementàries i interdependents, anomenades newen. Aquestes forces de la naturalesa són categoritzades en la llengua mapudungun en una relació dual primer des de la condició de dona i per últim d’home, en funció dels rangs d’edat d’adultesa, ancianitat i joventut. Per tant, segons aquesta cosmovisió no hi ha éssers superiors, és a dir, hi ha la societat en conjunt dels seus membres, i com a conseqüència és horitzontal, circular perquè es renova i en les que les i els seus membres aporten unes determinades forces, que condicionen la seva existència com a força col·lectiva que es mantenen en armonia amb la naturalesa.
En conseqüència, reivindica afegir a la lluita pels drets de poble-nació com a subjectes històrics, els drets interiors que necessita desenvolupar pels seus propis mitjans el poble maputxe lliures de valors colonials, recuperant el valor adicional de les dones com a models de vida i educació per estendre des de l’àmbit familiar una nova consciència dirigit al despertar que pot aportar la joventut en la crisi per colonització de la cultura maputxe. Per tant, és per Moira Millán necessària la recuperació del model de vida precolonial de la dona maputxe, a través de la comprensió de la cosmovissió i sistemes filosòfics maputxes, per revertir la situació d’estratificació social que pateix tant la població maputxe com el col·lectiu la dona introduïda pels processos de colonització. Segons l'anàlisi d' Ana Sofia Soria sobre el discurs polític i activista de Moira Millán, es detecta una impugnació de la història hegemònica colonial que té a l’Estat com a interlocutor, per una història en favor de la memòria oral col·lectiva de la tradició maputxe. I en conclusió, promou l’articulació de lluites, com per exemple la feminista, donant visibilitat al risc i experiències de la colonització del cos-territori patides per les dones maputxes que interpel·li plenament les reflexions i mobilitzacions del feminisme, que aconsegueixin qüestionar en la seva lluita l’estructuració colonial de mirades, afectes, memòries i cossos racialitzats.